# Marek Kaliszuk
Marek Kaliszuk (ur. 15 stycznia 1980 w Olsztynie) – polski aktor teatralny, musicalowy i filmowy oraz piosenkarz.

## Życiorys
Jest synem Romualda i Moniki Kaliszuków. W młodości uczył się gry na fortepianie i przez sześć lat występował w Reprezentacyjnym Zespole Pieśni i Tańca „Warmia” z Olsztyna. Ukończył Państwowe Policealne Studium Wokalno-Aktorskie im. Danuty Baduszkowej w Gdyni i Wydział Wokalno-Aktorski gdańskiej Akademii Muzycznej.

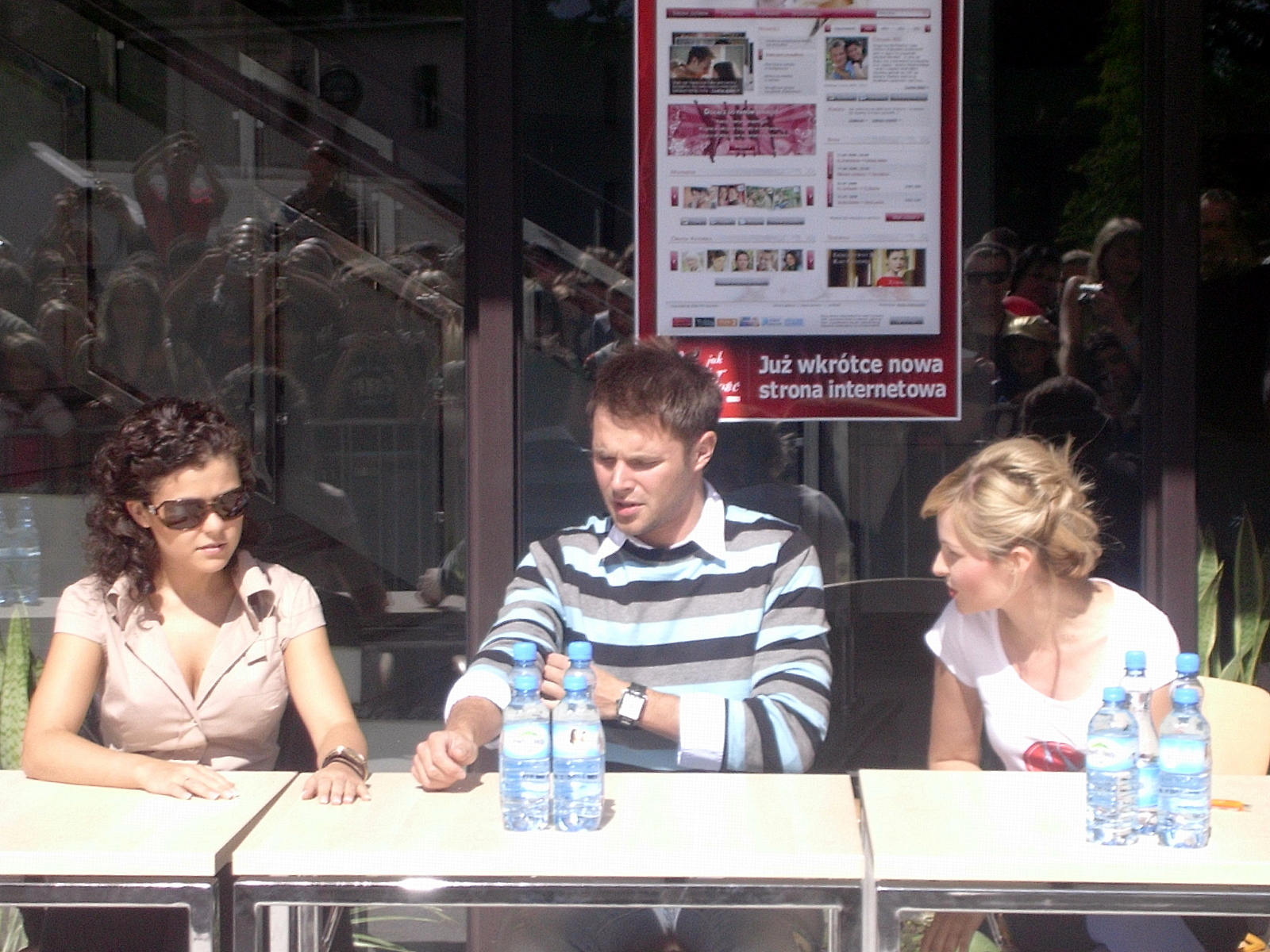
Kaliszuk na zlocie fanów M jak miłość w Bydgoszczy (2008)

W 2000 został aktorem Teatru Muzycznego w Gdyni, w kolejnych latach współpracował także z Gliwickim Teatrem Muzycznym i Teatrem Wybrzeże w Gdańsku. Również w 2000 zadebiutował na szklanym ekranie epizodyczną rolą w serialu Lokatorzy. Telewizyjną rozpoznawalność zdobył dzięki wcielaniu się w Bogdana, kolegę Kingi Zduńskiej (Katarzyna Cichopek) w serialu TVP2 M jak miłość (2005, 2007–2008). W 2008 uczestniczył w siódmej edycji programu rozrywkowego TVN Taniec z gwiazdami. W 2012 został ambasadorem marki odzieżowej Pako Lorente. W 2013 wystąpił w teledysku do piosenki Libera i Natalii Szroeder „Wszystkiego na raz”. W 2014 zwyciężył w finale drugiej edycji programu Polsatu Twoja twarz brzmi znajomo. W 2015 zakończył po 15 latach współpracę z Teatrem Muzycznym w Gdyni, a także wydał debiutancki singiel „I Won’t Stop”, wystąpił w spotach reklamowych banku BGŻ BNP Paribas i został jednym z wokalistów teleturnieju TVP1 Jaka to melodia?. W 2018 wystąpił podczas 55. Krajowego Festiwalu Piosenki Polskiej w Opolu, a rok później zaśpiewał na Koncercie piosenek literackich i kabaretowych w ramach 56. KFPP w Opolu. W 2019 był jednym z jurorów drugiej edycji programu Polsatu Śpiewajmy razem. All Together Now. W 2019 włączył się w akcję społeczną Fundacja Faktu i serwisu internetowego Plejada.pl „Zdrowie jest męskie”, biorąc udział w sesji zdjęciowej do kalendarza na rok 2020. W styczniu 2020 wziął udział w programie Szansa na sukces. Eurowizja 2020 wyłaniającym reprezentanta Polski w 65. Konkursie Piosenki Eurowizji oraz wystąpił w świątecznym odcinku programu Polsatu Twoja twarz brzmi znajomo. 6 października 2023 wydał debiutancki album pt. Inny nie będę.

## Filmografia
| Rok             | Tytuł                 | Rola                                                              | Uwagi    |
| --------------- | --------------------- | ----------------------------------------------------------------- | -------- |
| 2000            | Lokatorzy             | gość przy stoliku w pubie „Muszelka”                              | odc. 12  |
| 2005, 2007–2008 | M jak miłość          | Bogdan, kolega Kingi                                              |          |
| 2006            | Egzamin z życia       | Patryk                                                            | odc. 32  |
| 2006            | Niania                | przystojniak                                                      | odc. 56  |
| 2006            | Sąsiedzi              | policjant                                                         | odc. 108 |
| 2007            | Sąsiedzi              | Jarek, agent Cezarego                                             | odc. 116 |
| 2007            | Sąsiedzi              | Karol, agent Cezarego                                             | odc. 132 |
| 2009            | Klan                  | prywatny detektyw podający się za Tomasza Wencela                 |          |
| 2010            | Milczenie jest złotem | Grześ                                                             |          |
| 2011–2013       | Pierwsza miłość       | Robert Szymczak, kolega Kingi Kulczyckiej i były chłopak Oli Król |          |
| 2011            | Na dobre i na złe     | Mark Komperda, syn Janusza                                        | odc. 456 |
| 2012            | Hotel 52              | Adrian                                                            | odc. 54  |
| 2013            | Ojciec Mateusz        | Bartek                                                            | odc. 118 |
| 2013            | 2XL                   | Jurek Kojder, przyjaciel Agaty                                    |          |
| 2014            | To nie koniec świata  | policjant Jacek Kotek                                             |          |
| 2016            | Dwoje we troje        | Michał                                                            |          |
| 2016            | Bodo                  | Szwarc                                                            | odc. 3   |
| 2018            | Serce nie sługa       | drag queen                                                        |          |
| 2018            | Serce nie sługa       | żul w parku                                                       |          |
| 2018            | Ojciec Mateusz        | piosenkarz Robert Korzecki, brat Piotra                           | odc. 251 |
| 2018            | Na sygnale            | aktor Krzysztof                                                   | odc. 187 |
| 2018            | Miłość jest wszystkim | Marek, prowadzący show                                            |          |
| 2019            | Stulecie Winnych      | wokalista                                                         | odc. 12  |
| 2019            | O mnie się nie martw  | Przemek Wesołowski, były mąż Olgi                                 | odc. 143 |
| 2020            | Na dobre i na złe     | Robert Kastramin „Kastrol”                                        | odc. 792 |
| 2021            | Chyłka. Inwigilacja   | sprzedawca samochodu                                              | odc. 3   |
| 2021            | Komisarz Mama         | Mateusz Błoch                                                     | odc. 5   |
| 2021            | Gorzko, gorzko!       | wiceprezes                                                        |          |
| 2021            | Bartkowiak            | asystent Parzycha                                                 |          |
| 2022            | Zołza                 | dziennikarz                                                       |          |
| 2022            | Ojciec Mateusz        | gwiazda disco polo                                                | odc. 361 |
| 2023            | Zołza                 | dziennikarz                                                       |          |
| 2024            | Ojciec Mateusz        | Borys Konopka, mąż Doroty                                         | odc. 405 |

## Teatr
- 2000 – Hair – reż. Wojciech Kościelniak. Teatr Muzyczny w Gdyni
- Jesus Christ Superstar – reż. Maciej Korwin (rola: Simon Zealotes)
  - 2000 – Teatr Muzyczny w Gdyni
  - 2003 – Music Theater In Basel w Szwajcarii
- 2001 – Sen nocy letniej (trans-opera) – reż. Wojciech Kościelniak. Teatr Muzyczny w Gdyni (rola: Demetriusz)
- 2002 – Evita – reż. Maciej Korwin
- Footloose. Wrzuć luz! – reż. Maciej Korwin (główna rola: Ren McCormack)
  - 2002 – Gliwicki Teatr Muzyczny
  - 2006 – Teatr Muzyczny w Gdyni
- 2002 – Gorączka – reż. Wojciech Kościelniak. Koncert piosenek E. Presleya dla TVP2
- 2003 – Wichrowe Wzgórza – reż. Maciej Korwin. Teatr Muzyczny w Gdyni (rola: Edgar)
- 2003 – Pinokio – reż. Bernard Szyc. Teatr Muzyczny w Gdyni (rola: Pinokio, Kruka)
- 2003/4 – Klatka wariatek – reż. Maciej Korwin, Teatr Miejski w Gdyni oraz Teatr Muzyczny w Gdyni w roku 2006 (rola: Chantal, Phedra)
- 2004 – Drakula – reż. Maciej Korwin, Jarosław Staniek. Teatr Muzyczny w Gdyni (rola: Steven)
- 2004 – Na szkle malowane – reż. Krystyna Janda. Teatr Muzyczny w Gdyni (rola: Zbójnik Przemyślny)
- 2005 – Chicago – reż. Maciej Korwin i Jarosław Staniek. Teatr Muzyczny w Gdyni (rola: Fred oraz porucznik Harrison)
- 2005 – Koleżanki – reż. Grzegorz Chrapkiewicz. Teatr Wybrzeże w Gdańsku (rola: Bernard)
- 2005 – 42nd Street – reż. Maria Sartova. Gliwicki Teatr Muzyczny (rola: Billy Lawlor)
- 2007 – Fame – reż. Jarosław Staniek. Teatr Muzyczny w Gdyni (rola: Nick Piazza)
- 2007 – Francesco – reż. Wojciech Kościelniak. Teatr Muzyczny w Gdyni (rola: Angelo Tankred)
- 2008 – Skrzypek na dachu – reż. Jerzy Gruza, Teatr Muzyczny w Gdyni (rola: Fiedka)
- 2008 – Piękna i Bestia – reż. Maciej Korwin. Teatr Muzyczny w Gdyni (rola: Pan Świecznik)
- 2010 – Lalka – reż. W. Kościelniak, Teatr Muzyczny w Gdyni (rola: Subiekt Lisiecki)
- 2010 – Spamalot, czyli Monty Python i Święty Graal – reż. Maciej Korwin. Teatr Muzyczny w Gdyni (rola: Herbert)
- 2011 – Grease – reż. Maciej Korwin. Teatr Muzyczny w Gdyni (rola: Danny Zuko)
- 2011 – Shrek – reż. Maciej Korwin, Teatr Muzyczny w Gdyni (rola: Świnka)
- 2012 – Różowy Młynek (wieczór kabaretowy) – reż. M. Korwin, Teatr Muzyczny w Gdyni
- 2012 – Przebudzenie Wiosny – reż. Krzysztof Gordon, Teatr Muzyczny w Gdyni (rola: Moritz Stiefel)
- 2014 – Przygody Sindbada Żeglarza – reż. Jarosław Kilian, Teatr Muzyczny w Gdyni (rola: Sindbad)
- 2014 – Piaskownica – reż. Grzegorz Chrapkiewicz, Centrum Kultury w Gdyni (rola: On)
- 2015 – Dajcie mi tenora - reż. Marcin Śławiński, Teatr Capitol w Warszawie (rola: Maks)
- 2020 – Wieczór panieński plus - reż. Maria Seweryn, Teatr My (rola:Krystian)

## Programy telewizyjne
- 2008: Taniec z gwiazdami (TVN) – uczestnik 7. edycji[2]; w parze z Niną Tyrką, zajął 7. miejsce
- 2014: Twoja twarz brzmi znajomo (Polsat) – uczestnik 2. edycji[5], zwycięzca
- od 2015: Jaka to melodia? (TVP 1) – solista[9]
- 2019: Śpiewajmy razem. All Together Now (Polsat) – juror 2. edycji

## Dyskografia
Albumy studyjne
- Inny nie będę (2023)

Single
- 2015 – „I Won’t Stop”
- 2016 – „Naprzeciw”
- 2018 – „Bez ciebie nie ma mnie”
- 2019 – „Aua”
- 2020 – „This Moment”
- 2023 – „Inny nie będę”